# Vlag van Tauragė

Vlag van Tauragė

De vlag van Tauragė, een district van Litouwen, bestaat net als alle negen andere Litouwse districtsvlaggen uit een egaal veld met daarin een regionaal symbool, omringd door een blauwe rand met daarin tien gouden Vytiskruizen. De kruizen verwijzen naar de tien Litouwse districten en hun positie binnen Litouwen. De vlag is, net als alle andere districtsvlaggen, vastgelegd door de Heraldische Commissie van het Ministerie van Binnenlandse Zaken; dit gebeurde in 2005.
Het regionale embleem in het midden van de vlag is een rood veld staat een gouden lynx met zilveren wapens (tanden, tong en klauwen), die een zilveren zwaard in zijn rechter voorpoot houdt, en de linker is bedekt met hetzelfde schild, waarop een rode jachthoorn met riem zit.